# Lixosa
La lixosa es un monosacárido de cinco carbonos con un grupo aldehído por lo que pertenece al grupo de las aldosas y dentro de este al de las aldopentosas.
Es un azúcar poco común en la naturaleza. La lixosa se puede encontrar formando parte de los glicolípidos de las paredes bacterianas de algunas especies, así como en el músculo cardíaco.